# Coppa Titano de San Marino
La Coppa Titano és la competició futbolística més antiga que es disputa a San Marino. La primera edició data del 1937 tot i que no és fins als seixanta que es disputa sense interrupcions.

## Historial
Font:

### Torneig d'Estiu
- 1937:  AC Libertas (1)
- 1938-49: no es disputà
- 1950:  AC Libertas (2)
- 1951-53: no es disputà
- 1954:  AC Libertas (3)
- 1955-57: no es disputà
- 1958:  AC Libertas (4)
- 1959:  AC Libertas (5)
- 1960: no es disputà
- 1961:  AC Libertas (6)
- 1962-64: no es disputà

### Coppa Titano
- 1965:  SS Juvenes (1)
- 1966:  SP Tre Fiori (1)
- 1967:  SP Tre Penne (1)
- 1968:  SS Juvenes (2)
- 1969: cancel·lada
- 1970:  SP Tre Penne (2)
- 1971:  SP Tre Fiori (2)
- 1972:  SP Domagnano (1)
- 1973: cancel·lada
- 1974:  SP Tre Fiori (3)
- 1975:  SP Tre Fiori (4)
- 1976:  SS Juvenes (3)
- 1977:  SGS Dogana (1)
- 1978:  SS Juvenes (4)
- 1979:  SGS Dogana (2)
- 1980:  SP Cosmos (1)
- 1981:  SP Cosmos (2)
- 1982:  SP Tre Penne (3)
- 1983:  SP Tre Penne (4)
- 1984:  SS Juvenes (5)
- 1985:  SP Tre Fiori (5)
- 1986:  SP La Fiorita (1)
- 1987:  AC Libertas (7)
- 1988:  SP Domagnano (2)
- 1989:  AC Libertas (8)
- 1990:  SP Domagnano (3)
- 1991:  AC Libertas (9)
- 1992:  SP Domagnano (4)
- 1993:  SC Faetano (1)
- 1994:  SC Faetano (2)
- 1995:  SP Cosmos (3)
- 1996:  SP Domagnano (5)
- 1997:  SS Murata (1)
- 1998:  SC Faetano (3)
- 1999:  SP Cosmos (4)
- 2000:  SP Tre Penne (5)
- 2001:  SP Domagnano (6)
- 2002:  SP Domagnano (7)
- 2003:  SP Domagnano (8)
- 2004:  SS Pennarossa (1)
- 2005:  SS Pennarossa (2)
- 2006:  AC Libertas (10)
- 2006-07:  SS Murata (2)
- 2007-08:  SS Murata (3)
- 2008-09:  AC Juvenes/Dogana (1)
- 2009-10:  SP Tre Fiori (6)
- 2010-11:  AC Juvenes/Dogana (2)
- 2011-12:  SP La Fiorita (2)
- 2012-13:  SP La Fiorita (3)
- 2013-14:  AC Libertas (11)
- 2014-15:  SS Folgore/Falciano (1)
- 2015-16:  SP La Fiorita (4)
- 2016-17:  SP Tre Penne (6)
- 2017-18:  SP La Fiorita (5)
- 2018-19:  SP Tre Fiori (7)
- 2019-20: cancel·lada[2]
- 2020-21:  SP La Fiorita (6)
- 2021-22:  SP Tre Fiori (8)
- 2022-23:  SS Virtus (1)
- 2023-24:  SP La Fiorita (7)